# 山那神社 (扶桑町南山名)
山那神社（やなじんじゃ）は、愛知県丹羽郡扶桑町南山名にある神社。

## 概略
創建時期は不明。しかし正暦年間に社殿を修復したという棟札があることから、相当古いことがわかる。
江戸時代は天神社と称していた。文化年間に尾張藩の裁定により南山名の天神社が式内社山那神社とされた。
1873年（明治6年）に近代社格制度における郷社となり、1902年（明治35年）3月に山那神社に改称する。
1910年（明治43年）に、高塚と本郷にあった八幡社二社を合祀した。さらに1920年（大正9年）には大名神社を合祀した。

## 由緒
『式内社』に丹羽郡22座のうち「山那神社」とあり、『尾張志』には「南山名に坐て天神社と称す。延喜神名式に丹羽ノ郡山那ノ神社、『本国帳』に同郡従三位山名天神とある是なり。」とある。
『尾張地名考』には「山名村南北にわかれしのち、社は南山名につけり」とあり、『尾張神名帳集説乃訂考』に「山那ノ神社ニ社あり、文化年間八幡（南）の社人沢木氏と天神（北）社人尾関氏と争いしが、沢木氏は世ヶの社務職なるにより御裁許に勝ちし」という。また同書は『寛文村ヶ覚書』にある南山名の大明神、八幡、天神の三社のうち、「大館高門曰、南山名村八幡宮是なるべし」と記されている。
扶桑町には、南山名と山那の2箇所に同名の山那神社がある。江戸時代はどちらも天神社を名乗っていたが、それぞれ式内社山那神社であることを主張していた。尾張藩の裁定により南山名の天神社が式内社山那神社とされた。この地域は木曽川の洪水多発地帯であり、かつての山那神社も被害を受けていたことや、戦国時代に戦乱で荒廃したことなどにより、所在がはっきりしていなかったためという。別説では、山名村が北山名村と南山名村に分離したさい、山那神社を2つに分祀したともいう。

## 祭神
- 八野若比売命
  - 八野若比売命は出雲国風土記に登場する女神で、須佐能袁命の娘で大穴持命の妃。
- 日本武尊

## 合祀
- 八幡社（高塚八幡社） - 本郷81番地にあった。1910年（明治43年）合祀。一説によると多和田八幡といい、1301年（正安3年）4月、多和田七右エ衛門尉為氏の勧請と伝えられる。
  - 神功皇后 応神天皇 玉依姫命
- 八幡社（本郷八幡社） - 高塚22番地にあった。1910年（明治43年）合祀。
  - 仲哀天皇
- 大明神社 - 神地にあった。1920年（大正9年）合祀。
  - 素盞嗚命

## ケヤキ

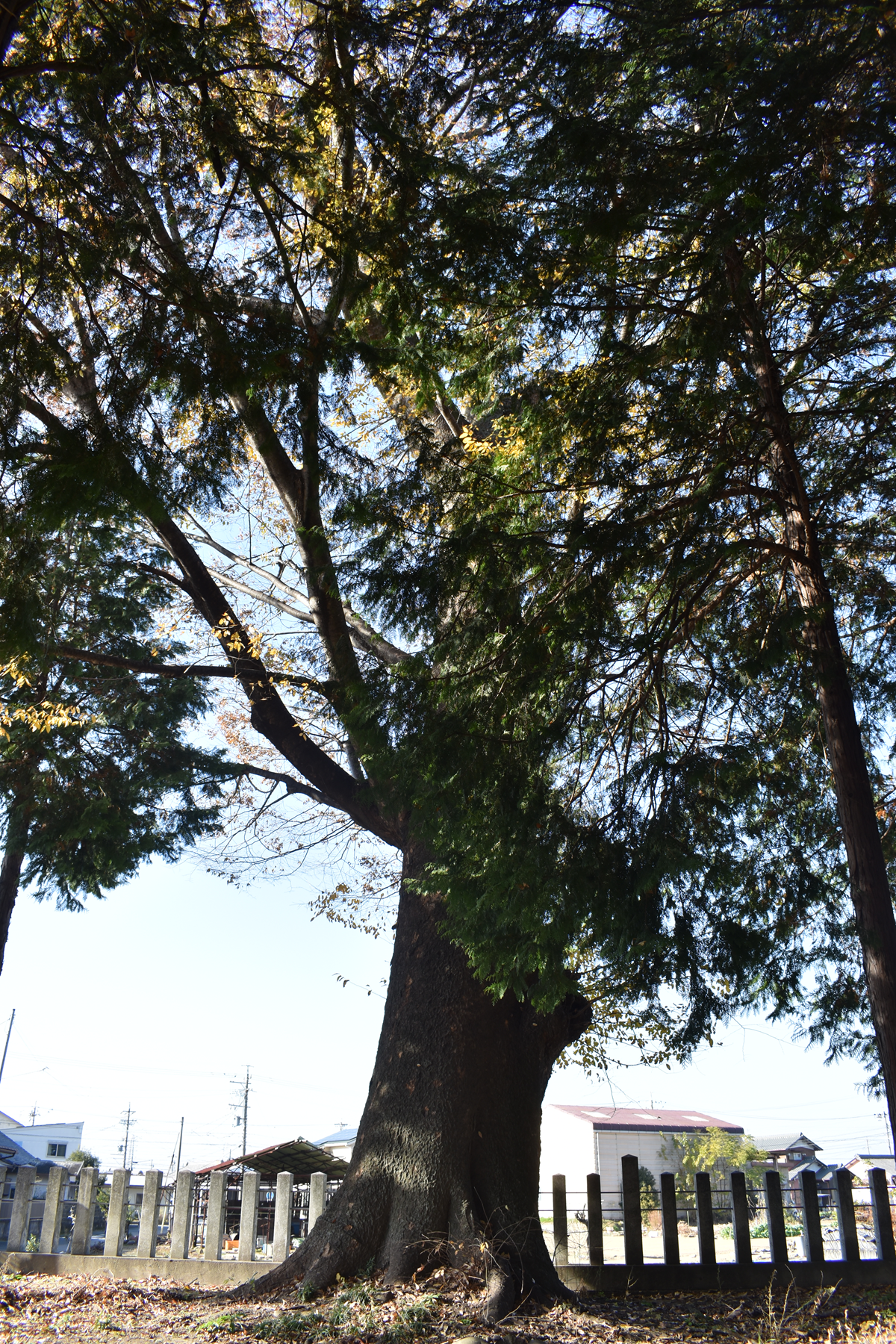
山那神社のケヤキ

境内には神社の古い歴史を物語るよう「ケヤキ」の巨木があり、扶桑町指定文化財となっている。樹高30m、根回り4.9m、幹周4m、東西枝張8～9m6本、南北枝張5～6m6本。このケヤキは相当古く、文化的価値があるとされ、天然記念物に指定された。

## 舞台
江戸時代から尾張藩では舞台が盛んで、各地神社の「籠堂」で芝居をよく上演した。南山名村では廻り舞台や化粧室を備えた「舞台」まで造って熱狂したという。これには同村本郷の人で、中村七賀十郎を名乗り、東海一円を巡業するとともに地域の若者たちに熱心な歌舞伎指導をした座長役者・小室仲太郎の存在が大きい。彼の没後、芝居は下火になり、舞台は次第に青年団の武道訓練場となり、1939年、地域の芸達者による芝居を最後に陸軍の物資倉庫に徴用された。終戦後は復員兵の歓迎演芸会や役者を呼んでの買い芝居も行われたが、昔日の舞台復活とはならなかった。建物は地区の集会場や農産物集荷場として利用されることが多くなり、廻り舞台は土砂で埋められ、公民館として利用しやすく玄関を作り、化粧室をなくして小型にされた。その後、機能的な公民館、集会所が他所にできて、建物は再び倉庫に戻って生き延びたが、老朽化してきた。文化遺産「舞台」としての保存も陳情したが、改修によって舞台とは言えない形となってしまったため、認定は無理だった。この結果から何度も議論して、取り壊すこととなった。2013年（平成25年）10月、舞台の記念碑が建立された。

## 所在地
- 愛知県丹羽郡扶桑町大字南山名字森58
  - 扶桑町立山名小学校の南、約500m。

## 交通機関
- 名鉄犬山線 扶桑駅より徒歩で約20分。